# Dirk Meinerts Hahn

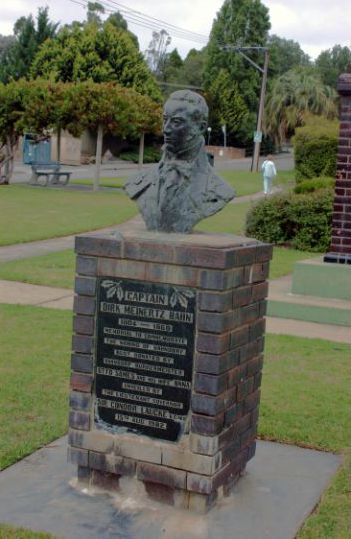
Büste von Dirk Meinerts Hahn

Dirk Meinerts Hahn (* 29. Januar 1804 in Westerland; † 4. August 1860 ebenda, teilweise auch Dirk Meinertz Hahn geschrieben) war ein deutscher Kapitän.

## Leben
Hahn wurde als Sohn des Kapitäns Erk Erken Hahn in Westerland geboren. Er war verheiratet mit Hedwig Nikolaisen und wohnte mit ihr in der Stadumstraße 9 in Westerland/Sylt. Er fuhr viele Jahre (bis 1851) als Kapitän auf dem Schiff Zebra.
1839 brachte Hahn mit der Zebra 187 oder 188 Alt-Lutheraner, welche ihres Glaubens wegen Preußen hatten verlassen müssen, von Altona aus nach Port Adelaide, Australien, wo das Schiff am 28. Dezember des Jahres ankam. Vor Ort setzte er sich bei den Behörden für seine Passagiere ein und half ihnen auch beim Erwerb von Ländereien. Aus Dankbarkeit nannten die Siedler ihre neu gegründete Siedlung in Australien Hahndorf. Auf dem Marktplatz von Hahndorf, heute eine wohlhabende Stadt, steht seit 1982 die Büste von Dirk Meinerts Hahn.